# Shara Gillow
Shara Gillow (Nambour, 23 dicembre 1987) è un'ex ciclista su strada australiana, in carriera ha vinto una tappa al Giro d'Italia, nel 2011, e quattro titoli nazionali Elite a cronometro.

## Palmarès
- 2011 (Bizkaia-Durango, quattro vittorie)

Campionati australiani, Prova a cronometro
Campionati oceaniani, Prova in linea
Campionati oceaniani, Prova a cronometro
2ª tappa Giro d'Italia (Pescocostanzo > Pescocostanzo)
- 2012 (Orica-AIS, tre vittorie)

Campionati australiani, Prova a cronometro
Campionati oceaniani, Prova a cronometro
3ª tappa Mitchelton Bay Classic (Portarlington)
- 2013 (Orica-AIS, tre vittorie)

Campionati australiani, Prova a cronometro
3ª tappa Giro del Trentino Internazionale (Sanzeno > Sarnonico)
4ª tappa Thüringen Rundfahrt (Gera > Gera, cronometro)
- 2014 (Orica-AIS, una vittoria)

Campionati oceaniani, Prova a cronometro
- 2015 (Rabobank, una vittoria)

Campionati australiani, Prova a cronometro

### Altri successi
- 2015 (Rabobank)

World Cup Vårgårda TTT (cronosquadre)

## Piazzamenti

### Grandi Giri
- Giro d'Italia

2009: 28ª
2010: 16ª
2011: 9ª
2012: 18ª
2013: 4ª
2014: 34ª
2015: 10ª
2016: 27ª
2017: 12ª
2018: 16ª
2019: 33ª

### Competizioni mondiali
- Campionati del mondo

Melbourne-Geelong 2010 - Cronometro Elite: 8ª
Melbourne-Geelong 2010 - In linea Elite: ritirata
Copenaghen 2011 - Cronometro Elite: 12ª
Copenaghen 2011 - In linea Elite: 89ª
Limburgo 2012 - Cronosquadre: 2ª
Limburgo 2012 - Cronometro Elite: 10ª
Limburgo 2012 - In linea Elite: 53ª
Toscana 2013 - Cronosquadre: 3ª
Toscana 2013 - Cronometro Elite: 12ª
Toscana 2013 - In linea Elite: 31ª
Richmond 2015 - Cronosquadre: 3ª
Doha 2016 - Cronosquadre: 8ª
Bergen 2017 - Cronosquadre: 6ª
Bergen 2017 - In linea Elite: 24ª
Innsbruck 2018 - In linea Elite: 35ª
Imola 2020 - In linea Elite: ritirata
- Giochi olimpici

Londra 2012 - In linea: 29ª
Londra 2012 - Cronometro: 13ª